# Campeonato Mundial de Esgrima de 1986
O Campeonato Mundial de Esgrima de 1986 foi a 49ª edição do torneio organizado pela Federação Internacional de Esgrima (FIE) entre 25 de julho a 3 de agosto de 1986. O evento foi realizado em Sófia, Bulgária. 

## Resultados
Os resultados foram os seguintes. 
Masculino
| Evento             | Ouro | Prata | Bronze |
| Espada individual  | França · Philippe Riboud                                                                                            | Roménia · Mikloş-Gabor Bodoczi                                                                           | França · Olivier Lenglet                                                                                  |
| Espada por equipe  | Alemanha Ocidental · Alexander Pusch · Elmar Borrmann · Volker Fischer · Arnd Schmitt                               | União Soviética · Serguei Kravchuk · Andrei Shuvalov · Alexandr Mozhayev · Mijail Tishko                 | Itália · Sandro Cuomo · Stefano Bellone · Angelo Mazzoni · Maurizio Randazzo                              |
| Florete individual | Itália · Andrea Borella                                                                                             | Cuba · Tulio Díaz                                                                                        | Itália · Mauro Numa                                                                                       |
| Florete por equipe | Itália · Mauro Numa · Andrea Cipressa · Andrea Borella · Federico Cervi · Angelo Scuri                              | Alemanha Ocidental · Harald Hein · Matthias Behr · Thorsten Weidner · Ulrich Schreck                     | Alemanha Oriental · Jens Howe · Ingo Weißenborn · Udo Wagner · Adrian Germanus · Aris Enkelmann           |
| Sabre individual   | União Soviética · Sergey Mindirgasov                                                                                | Hungria · Imre Bujdosó                                                                                   | Bulgária · Vasil Etropolski                                                                               |
| Sabre por equipe   | União Soviética · Andrei Alshan · Gueorgui Pogosov · Serguei Mindirgasov · Viktor Krovopuskov · Serguei Koriazhkin< | Polónia · Janusz Olech · Robert Kościelniakowski · Andrzej Kostrzewa · Jarosław Koniusz · Tadeusz Piguła | Bulgária · Jristo Etropolski · Vasil Etropolski · Gueorgui Chomakov · Marin Ivanov · Nikolai Marincheshki |

Feminino
| Evento             | Ouro                                                                                      | ' Prata                                                                              | Bronze |
| Florete individual | Alemanha Ocidental · Anja Fichtel                                                         | Alemanha Ocidental · Sabine Bau                                                      | União Soviética · Olga Voshchakina                                                                          |
| Florete por equipe | União Soviética · Valentina Sidorova · Olga Velichko · Olga Voshchakina · Marina Soboleva | Itália · Margherita Zalaffi · Annapia Gandolfi · Giovanna Trillini · Lucia Traversa< | Alemanha Ocidental · Sabine Bau · Anja Fichtel · Sabine Bischoff · Christiane Weber · Zita-Eva Funkenhauser |

## Quadro de medalhas
País sede
| Ordem | País               | Medalha de ouro | Medalha de prata | Medalha de bronze |    |
| ----- | ------------------ | --------------- | ---------------- | ----------------- | -- |
| 1     | União Soviética    | 3               | 1                | 1                 | 5  |
| 2     | Alemanha Ocidental | 2               | 2                | 1                 | 5  |
| 3     | Itália             | 2               | 1                | 2                 | 5  |
| 4     | França             | 1               |                  | 1                 | 2  |
| 5     | Cuba               |                 | 1                |                   | 1  |
|       | Hungria            |                 | 1                |                   | 1  |
|       | Polónia            |                 | 1                |                   | 1  |
|       | Roménia            |                 | 1                |                   | 1  |
| 9     | Bulgária           |                 |                  | 2                 | 2  |
| 10    | Alemanha Oriental  |                 |                  | 1                 | 1  |
| TOTAL | TOTAL              | 8               | 8                | 8                 | 24 |